# Blastolene Special
 (octobre 2022).
La Blastolene Special, connue également comme Jay Leno Tank Car dans le jeu Gran Turismo 4, est une voiture unique construite pour l'humoriste américain Jay Leno. Elle est équipée d'un V12 équipant le char d'assaut M47 Patton américain.